# Sewellia marmorata
Sewellia marmorata är en fiskart som beskrevs av Serov, 1996. Sewellia marmorata ingår i släktet Sewellia och familjen grönlingsfiskar. IUCN kategoriserar arten globalt som starkt hotad. Inga underarter finns listade i Catalogue of Life.